# Mistrzostwa Świata w biegu 24-godzinnym 2013
10. Mistrzostwa Świata w biegu 24-godzinnym 2013 – zawody lekkoatletyczne, które odbyły się 11 i 12 maja 2013 w Steenbergen.

## Medaliści
|                         | 1. miejsce                                                             | Rezultat   | 2. miejsce                                                 | Rezultat   | 3. miejsce                                                         | Rezultat   |
| Mężczyźni indywidualnie | Jonathan Olsen                                                         | 269,675 km | John Dennis                                                | 262,734 km | Florian Reus                                                       | 259,939 km |
| Mężczyźni drużynowo     | Stany Zjednoczone 1. Jonathan Olsen · 2. John Dennis · 3. Joseph Fejes | 780,552 km | Japonia 1. Toshiro Naraki · 2. Shuhei Odani · 3. Ryo Abiko | 752,567 km | Niemcy 1. Florian Reus · 2. Patrick Hösl · 3. Oliver Leu           | 752,007 km |
| Kobiety indywidualnie   | Mami Kudo                                                              | 252,205 km | Sabrina Little                                             | 244,669 km | Suzanna Bon                                                        | 236,228 km |
| Kobiety drużynowo       | Stany Zjednoczone 1. Sabrina Little · 2. Suzanna Bon · 3. Traci Falbo  | 710,599 km | Japonia 1. Mami Kudo · 2. Sayuri Oka · 3. Kiyoko Shirakawa | 705,582 km | Francja 1. Anne-Marie Vernet · 2. Cécile Nissen · 3. Pascale Bouly | 670,698 km |

## Reprezentacja Polski

### Mężczyźni
Drużyna mężczyzn zajęła 12. miejsce z wynikiem 665,730 km
| Miejsce | Zawodnik            | Klub                 | Rezultat   |
| 27.     | Ireneusz Czapiga    | TS AKS Chorzów       | 233,096 km |
| 44.     | Andrzej Radzikowski | LKS Olymp Błonie     | 218,631 km |
| 54.     | Paweł Szynal        | LKS Olymp Błonie     | 214,003 km |
| 79.     | Tomasz Kuliński     | WKB Meta Lubliniec   | 201,782 km |
| 95.     | Piotr Sawicki       | AKL Ursynów Warszawa | 178,188 km |

### Kobiety
Drużyna kobiet zajęła 13. miejsce z wynikiem 590,079 km
| Miejsce | Zawodniczka         | Klub             | Rezultat   |
| 27.     | Aleksandra Niwińska | AZS AWF Katowice | 211,894 km |
| 47.     | Dorota Szeszko      | AZS AWF Katowice | 197,230 km |
| 64.     | Agnieszka Mizera    | AZS AWF Katowice | 180,955 km |